# No Redemption
No Redemption ä det sjätte studioalbumet från Andy Laplegua. Albumet har tagit Combichrist i en ny riktning med ett mer metalorienterat ljud som de inte haft på några album tidigare. 
Det här albumet är också med i spelet DmC: Devil May Cry

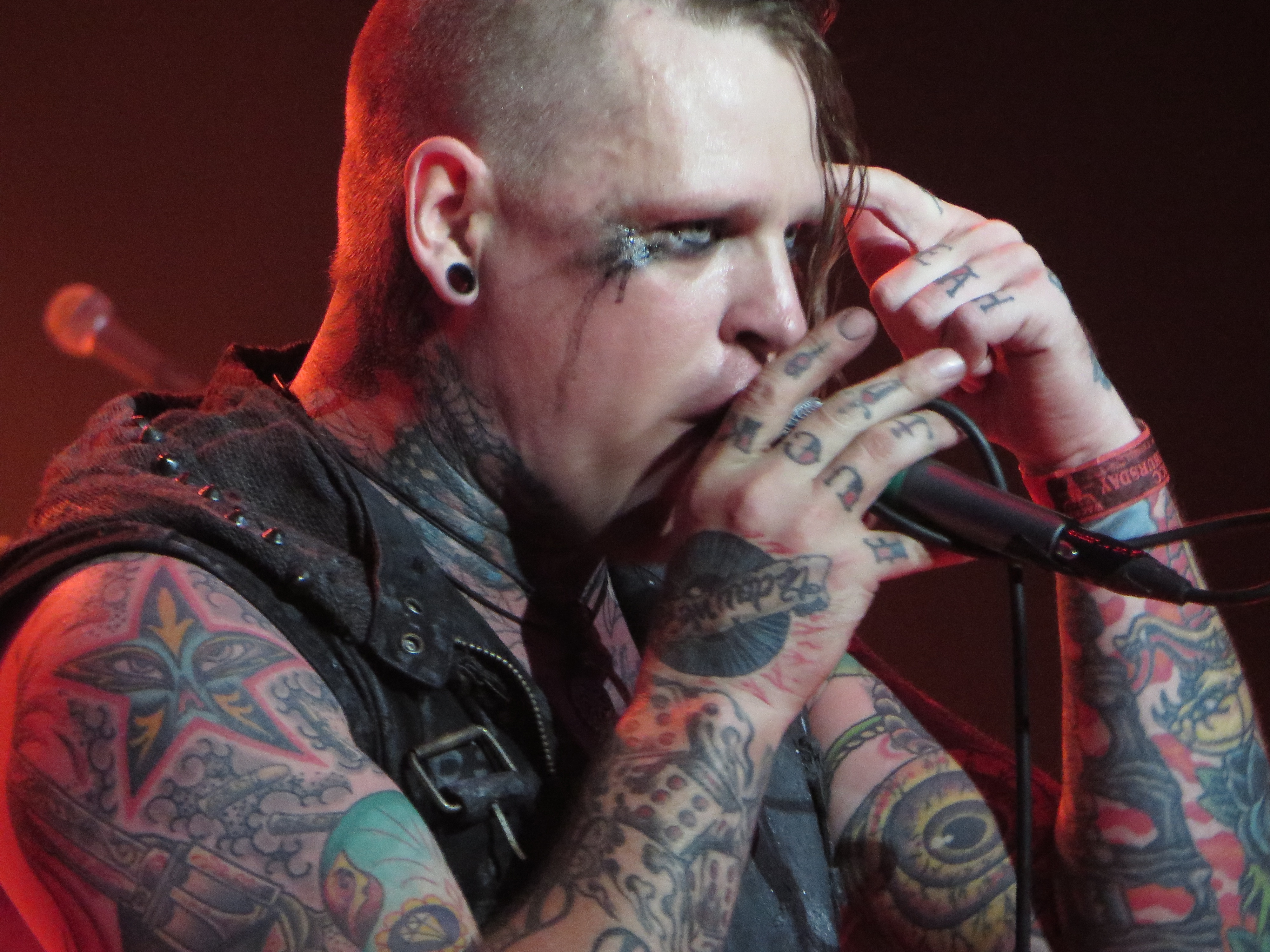
Combichrist

Genrer: Industrial Metal /  Metalcore

## Låtlista

### No Redemption
1. Age of Mutation
2. Zombie Fistfight
3. Feed The Fire
4. Gimme Deathrace
5. Clouds of War
6. Buried Alive
7. Empty
8. I Know What I Am Doing (Planet Treason)
9. No Redemption
10. Falling Apart
11. Gotta Go
12. How Old Is Your Soul?
13. Pull The Pin

### Soundtrack Selection
1. Declamation
2. What The Fuck Is Wrong With You?
3. Get Your Body Beat
4. Never Surrender
5. Deathbed
6. Follow The Trail of Blood
7. Sent To Destroy
8. Throat Full of Glass
9. Electrohead
10. All Pain Is Gone